# Andrí Biba
Andrí Biba (ucraïnès: Андрій Андрійович Біба)  (Kíiv, 10 d'agost de 1937) fou un futbolista ucraïnès de la dècada de 1960 i entrenador.
Fou 1 cops internacional amb la selecció soviètica. Pel que fa a clubs, defensà els colors de FC Dinamo de Kíev i FC Dnipro Dnipropetrovsk.